# Basilique Sacro Cuore Immacolato di Maria
Pour les articles homonymes, voir Basilique Sacro Cuore.
La basilique Sacro Cuore Immacolato di Maria (en français : basilique du Sacré-Cœur Immaculé de Marie) est une église de Rome. Dédiée au culte du Cœur Immaculé de Marie, cette basilique a été construite au XXe siècle, sur la piazza Euclide, dans le quartier Pinciano.

## Histoire
La construction de l'église a commencé en 1923, grâce aux dons de la communauté italienne canadienne. Elle a été conçue en forme de croix grecque inscrite dans un cercle, avec une façade élaborée. Avec le temps, le projet a subi de nombreuses variantes, principalement en raison du coût élevé des matériaux, qui a conduit à une simplification des formes.
En 1936, la crypte a été consacrée et confiée à la congrégation des Fils missionnaires du Sacré-Cœur Immaculé de Marie. En 1951, le tambour a été achevé, qui a remplacé le grand dôme prévu mais jamais réalisé. Sur le côté de l'église a été construit un grand bâtiment de plusieurs étages pour les offices de la paroisse, et pour abriter les prêtres de l'ordre de saint Antoine-Marie Claret.
Le pape Jean XXIII l'a élevée au rang de basilique mineure le 23 mai 1959 ; en février 1965, le pape Paul VI lui a donné le titre de “Sacré-Cœur de Marie”. L'église est également le siège de la paroisse, fondée le 10 mai 1936.

## Architecture et ornements

### Extérieur
La façade est constituée d'un grand portique, soutenu par des colonnes en travertin et surmonté d'un fronton avec la dédicace de la basilique. Entourant tout le bâtiment, se trouvent 28 colonnes toscanes. Les côtés et la partie extérieure de l'abside sont enrichies par des pilastres en travertin et des niches semi-circulaires vides. 

### Intérieur
L'intérieur est un mélange de croix grecque et de croix latine, avec quatre chapelles latérales et un grand narthex. Le baptistère est situé au bas du narthex, sur la droite, et abrite deux peintures de l'arménien Gregorio Sciltian (1900-1985), représentant Saint Jean-Baptiste baptise Jésus et les Anges et le symbolisme du baptême.
La grande abside est introduite à partir de l'arc de triomphe, soutenu par deux colonnes corinthiennes. L'autel est surmonté d'une mosaïque qui représente le Cœur de Marie, flanqué de deux anges en marbre. Le tabernacle, monumental, reproduit la façade de la basilique.
À l'intérieur se trouvent des fresques du peintre romain Federico Morgante.

### Orgue à tuyaux
L'orgue de la basilique est un Mascioni opus 683, construit en 1954 et placé dans les trois niches du mur de l'abside, derrière l'autel. 
| Prima tastiera - Positivo Espressivo |        |
| Principale                           | 8'     |
| Flauto camino                        | 8'     |
| Viola                                | 8'     |
| Ottava                               | 4'     |
| Flauto a cuspide                     | 4'     |
| Nazardo                              | 2.2/3' |
| Silvestre                            | 2'     |
| Decimino                             | 1.3/5' |
| Ripieno                              | 5 file |
| Cromorno                             | 8'     |
| Unda maris                           | 8'     |
| Tremolo                              |        |

| Seconda tastiera - Grand'Organo |        |
| Principale                      | 16'    |
| Principale I                    | 8'     |
| Principale II                   | 8'     |
| Flauto Traverso                 | 8'     |
| Dulciana                        | 8'     |
| Ottava Forte                    | 4'     |
| Ottava II                       | 4'     |
| Duodecima                       | 2.2/3' |
| Decimaquinta                    | 2'     |
| Ripieno grave                   | 2 file |
| Ripieno acuto                   | 4 file |
| Tromba                          | 8'     |

| Terza tastiera - Espressivo |        |
| Bordone                     | 16'    |
| Diapason                    | 8'     |
| Bordone                     | 8'     |
| Gamba                       | 8'     |
| Salicionale                 | 8'     |
| Principalino                | 4'     |
| Flauto                      | 4'     |
| Flautino                    | 2'     |
| Pienino                     | 3 file |
| Tromba armonica             | 8'     |
| Oboe                        | 8'     |
| Voce corale                 | 8'     |
| Coro di viole 3 file        | 8'     |
| Voce celeste                | 8'     |
| Tremolo                     |        |

| Pedale          |     |
| Basso acustico  | 32' |
| Contrabbasso    | 16' |
| Principale      | 16' |
| Subbasso        | 16' |
| Bordone         | 16' |
| Principale      | 8'  |
| Basso d'armonia | 8'  |
| Basso dolce     | 8'  |
| Bordone         | 8'  |
| Ottava          | 4'  |
| Bombarda        | 16' |
| Tromba          | 8'  |

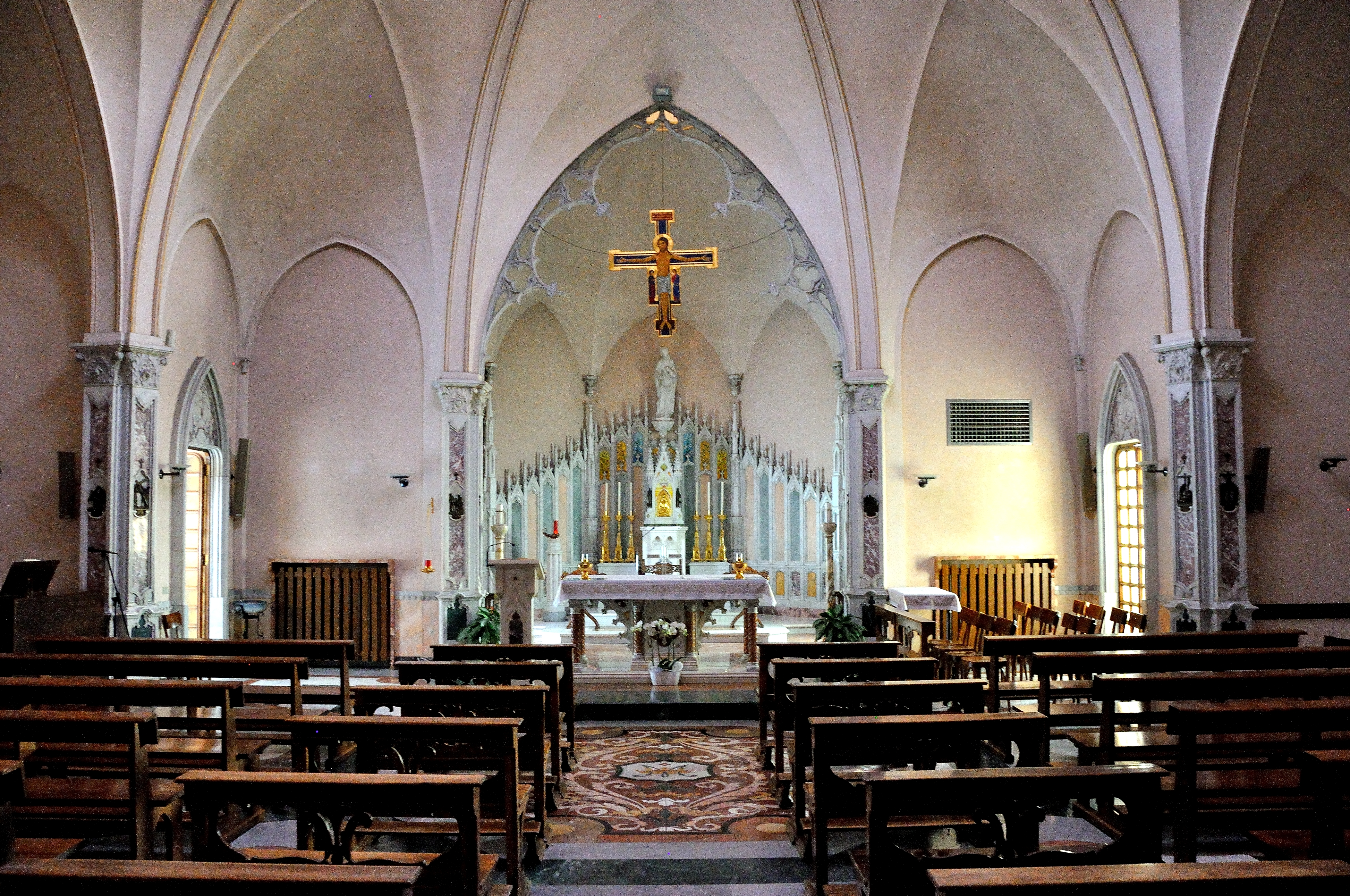
Intérieur.

.Un studio d'enregistrement dans la basilique a servi d'enregistrement de deux chansons de Johnny hallyday en 1974"je t'aime je t'aime et Prend ma vie "avec les orgues de l'église..